# تویوتا اسپورت ۸۰۰

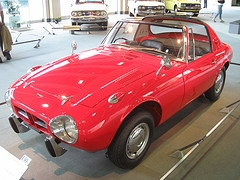

تویوتا اسپورت ۸۰۰ (Toyota Sports ۸۰۰) خودرویی است که در سال‌های ۱۹۶۵–۱۹۶۹تولید شده‌است.
این خودرو در کلاس خودرو اسپورت قرار گرفته، طراحی آن خودروهای موتور جلو-محور عقب بوده طول آن در حالت طبیعی ۳٬۵۸۰ میلیمتر (۱۴۰٫۹ اینچ)، عرض آن در حالت طبیعی ۱٬۴۶۵ میلیمتر (۵۷٫۷ اینچ)، ارتفاع آن در حالت طبیعی ۱٬۱۷۶ میلیمتر (۴۶٫۳ اینچ) و وزن آن در حالت طبیعی ۵۸۰ کیلوگرم (۱٬۲۷۹ پوند) است.
موتور آن ۷۹۰ سی‌سی است.